# Португальский кало
Португальский кало (также калон, лузитано-цыганский язык, порт. Calão) смешанный парацыганский язык, на котором говорят цыгане в Португалии. Появился в результате постепенной ассимиляции цыган в португалоязычной среде. В настоящее время представляет собой особый диалект португальского языка с вкраплениями цыганской лексики. Общее число говорящих 5 тыс. чел. (2000 г., оценка). Близок ему и испанский кало (Caló). К слову, понятие кало (calão) также употребляется для обозначения португальского бытового жаргона и самими португальцами.